# Шураабад
Шураабад (азерб. Şuraabad) — село в Намирлинском сельском административно-территориальном округе Агдамского района Азербайджана.

## История
Первые упоминания села датированы началом XX века. В 20-х годах XX века согласно административно-территориальному делению Азербайджанской ССР село входило в состав Агдамского уезда, а после реформы административного деления и упразднения уездов — Агдамского района Азербайджанской ССР.
В ходе Первой карабахской войны, в 1993 году село было занято армянскими вооружёнными силами, и до ноября 2020 года находилось под контролем непризнанной НКР. Согласно трёхстороннему заявлению о прекращении огня, 20 ноября 2020 года Агдамский район был возвращён Азербайджану.
В июле 2021 года Минобороны Азербайджана распространило видео из cела Шураабад.

## Климат
В селе холодный семиаридный климат.